# MZTV
MZTV is de lokale televisiemaatschappij van de stadsprefectuur Meizhou. Het werd in augustus 2001 opgericht. MZTV gebruikt het Meixianhua/Standaardhakka als voertaal. In Meizhou zijn er 72.000 mensen met kabeltelevisie.

## Televisiezenders
- MZTV-1 hoofdzender 梅州时政
- MZTV-2 openbare zender 梅州公共
- MZTV-3 film- en entertainmentzender 影视文艺

## Televisieprogramma's
- Meizhou verkeer 梅州交通
- Meizhou vandaag 今日梅州
- Minsheng 820 民生820
- ontwikkeling van Meizhou 梅州科技

GDTV · TVS · GZTV · Shenzhen Media Group · Zhuhai Television · FSTV · ZSBTV · JMTV · GDDGTV · GDHZTV · STRTV